# Книга Евы (роман)
«Книга Евы» (англ. The book of Eve) — роман канадской писательницы Констанс Бересфорд-Хау, опубликованный впервые в 1973 году в США. Это наиболее известное произведение писательницы. На русский язык роман не переводился, но его канадская экранизация была показана по российскому телевидению и запомнилась телеаудитории благодаря тому, что в главных ролях снимались звезда голливудского и британского кино Клэр Блум и популярный франкоканадский певец и автор песен Даниэль Лавуа.
Роман «Книга Евы» является началом трилогии «Голоса Евы» (The voices of Eve), в которую также входят романы «Население — один человек» (A population of one, 1977) и «Брачное ложе» (The marriage bed, 1981). Через все три книги красной нитью проходит тема внутренней свободы женщины — свободы, которая может не иметь ничего общего с благополучием или принятыми в обществе представлениями о роли женщины. Ради достижения этой свободы героиням приходится сопротивляться обстоятельствам и преодолевать непонимание со стороны окружающих людей. Таким образом, трилогия явилась своеобразным ответом писательницы на идеи феминизма 1960-х годов: с точки зрения Бересфорд-Хау, каждая женщина только сама должна делать выбор между семьей или карьерой, браком или одиночеством, и т. д. Примечательно, что все три романа были экранизированы канадским телевидением.

## Сюжет
Ева Кэррол (Eve Carrol), домохозяйка 65-ти лет, неожиданно уходит из дома, бросив хозяйство и мужа Берта, с которым её давно уже не связывает ничего, кроме обязанностей сиделки. Из благополучного «английского» района на западе Монреаля героиня перебирается в бедный (и более разнообразный этнически) квартал и снимает квартиру в подвале. Обретенная Евой свобода оказывается для неё важнее потери социального статуса и материальных удобств (Ева живет только на социальную пенсию и решительно отказывается от предложений помощи со стороны своего сына Нила, которому она порой звонит). Выясняется, что вещи можно покупать не только в магазинах, но и подбирать их на улице, а городские библиотеки и парки дают возможность прекрасно провести время.
Оставшись наедине сама с собой, Ева заново перелистывает страницы своей биографии и осознаёт, что причиной её глубокой неудовлетворенности жизнью является тот факт, что её поступки всегда были основаны на практических соображениях и вписывались в заранее заданные формулы. «Я типичный для нашего двадцатого века продукт засохших моральных правил. Или жертва двух его болезней: комфорта и скуки». Когда-то в молодости Ева была учительницей в частной школе. В эти годы она вступила в связь с женатым директором школы, впрочем, для Евы в этом романе было больше честолюбия нежели любви, а в душе от него осталось лишь брезгливое послевкусие. Выйдя замуж за Берта, Ева осуществила своё решение иметь семью. Любви и в этом случае не было, а с годами исчезло и взаимное уважение между Евой и её эгоистичным мужем. Дополнительным штрихом служит тот факт, что выйдя замуж, Ева оставила работу и аспирантуру, отказавшись от мечты заниматься наукой. Так, шаг за шагом Ева теряла мечты, а с ними и свободу, обретая видимое благополучие, но не обретя счастья. Контраст с жизнью Евы представляет судьба её преждевременно умершей много лет назад горячо любимой подруги Мэй, которая всю свою жизнь предпочитала свободу брачным узам.
Новообретенное одиночество Евы внезапно нарушается знакомством с соседом по дому — политическим иммигрантом из Венгрии по имени Джонни Хорват, годящимся Еве в сыновья. Чех по отцу и венгр по матери, Джонни — человек неукротимой энергии и жизнелюбия, гурман и балагур, всегда готовый помочь всем и каждому, привлекающий к себе людей, равно как и бездомных котов. Однако, несмотря на свою общительность, Джонни одинок в душе, так как покинув родину, он потерял связь с семьей; он понимает, что, скорее всего, никогда больше не увидит свою мать. Между сорокавосьмилетним иммигрантом и Евой завязывается роман.
Благодаря Джонни Ева узнает многое о своих соседях. Среди них выделяется неблагополучная семья Жанны Леблан. Одного из трех сыновей Жанны, мальчика-дауна по имени Жан-Поль Ева и Джонни фактически берут под свою опеку.
Постепенно Джонни занимает все больше места в жизни Евы, и это начинает её беспокоить. Джонни активно вторгается в дела Евы, принимает различные хозяйственные решения, приводит гостей и даже мечтает поселиться вместе с Евой, однако для неё любое подобие семейной жизни означает потерю независимости, которую она с таким трудом обрела. Ева даже начинает подыскивать себе другую квартиру, но согласившись на уговоры Джонни, оставляет эту идею. Внезапно Ева узнает, что одновременно с их романом неуемный Джонни некоторое время назад имел связь с молодой девушкой. Это открытие дало Еве повод разорвать отношения с Джонни. Свобода достигнута.
Для Евы наступает период раздумий и переосмысления событий последнего года. Неожиданно для неё, вожделенное одиночество теряет свою привлекательность. Окончательное прозрение наступает у героини после разговора с пожилой соседкой, только что потерявшей мужа. Женщина рассказывает Еве о том, какую моральную поддержку оказал ей в эту трудную минуту Джонни. Ева не может больше спротивляться своему сердцу, она находит впавшего в глубокий запой после их разрыва Джонни, и финал романа дает понять читателю, что герои будут вместе.

## Экранизации / Театральные постановки
- Спектакль «Ева» (Eve), 1976 : Стратфордский шекспировский театральный фестиваль  (Стратфорд, Онтарио, Канада); режиссёр: Лэрри Финберг, в роли Евы: Джессика Тэнди.[4]
- Телевизионный фильм «Книга Евы» (The book of Eve), 2002 : совместное канадско-британское производство (The Book of Eve Productions Inc., Focus Films); режиссёр: Клод Фурнье; в ролях: Клэр Блум, Даниэль Лавуа, Сюзанна Йорк, Джулиан Гловер, и др.[5]